# جويل جونز
جويل جونز مواليد 17 يوليو 1981 في سان دييغو، هو لاعب كرة سلة بورتوريكي. بدأ مسيرته الاحترافية في سنة 2002. يلعب في دوري بورتوريكو لكرة السلة. يحمل الرقم 30. يبلغ طوله 6 قدم 6 بوصة (2.0 م). لعب مع فرق مثل بيراتاس دي كويبراديلاس، أتلتيكوس دي سان جرمان، بيراتاس دي كويبراديلاس وبوكا جونيورز.

## روابط خارجية
- جويل جونز على موقع الاتحاد الدولي لكرة السلة (الإنجليزية)
- جويل جونز على موقع كرة السلة الأوروبية.كوم (الإنجليزية)
- جويل جونز على موقع كلية كرة السلة في سبورتس رفرنس.كوم (الإنجليزية)
- جويل جونز على موقع ريلجم (الإنجليزية)
- جويل جونز على موقع بروبوليرز (الإنجليزية)